# Медан
Медан — місто в Індонезії. Адміністративний центр провінції Північна Суматра.

## Географія
Розташоване на півночі острова Суматра вздовж річки Делі.

### Клімат
Місто знаходиться у зоні, котра характеризується вологим тропічним кліматом. Найтепліший місяць — березень із середньою температурою 27.8 °C (82 °F). Найхолодніший місяць — січень, із середньою температурою 26.7 °С (80 °F).
| Клімат Медана           | Клімат Медана | Клімат Медана | Клімат Медана | Клімат Медана | Клімат Медана | Клімат Медана | Клімат Медана | Клімат Медана | Клімат Медана | Клімат Медана | Клімат Медана | Клімат Медана | Клімат Медана |
| Показник                | Січ.          | Лют.          | Бер.          | Квіт.         | Трав.         | Черв.         | Лип.          | Серп.         | Вер.          | Жовт.         | Лист.         | Груд.         | Рік           |
| Абсолютний максимум, °C | 43            | 37            | 37            | 37            | 37            | 38            | 38            | 38            | 38            | 37            | 37            | 37            | 43            |
| Середній максимум, °C   | 30            | 31            | 31            | 31            | 31            | 31            | 31            | 31            | 30            | 30            | 30            | 29            | 31            |
| Середня температура, °C | 26            | 27            | 27            | 27            | 27            | 27            | 27            | 27            | 27            | 27            | 27            | 26            | 27            |
| Середній мінімум, °C    | 23            | 23            | 23            | 23            | 23            | 23            | 23            | 23            | 23            | 23            | 23            | 23            | 23            |
| Абсолютний мінімум, °C  | 17            | 17            | 20            | 14            | 20            | 20            | 14            | 21            | 21            | 17            | 20            | 15            | 14            |
| Норма опадів, мм        | 130           | 80            | 100           | 140           | 180           | 130           | 140           | 180           | 220           | 270           | 240           | 200           | 2030          |
| Днів з опадами          | 15            | 11            | 13            | 16            | 17            | 16            | 17            | 20            | 22            | 24            | 22            | 21            | 214           |
| Вологість повітря, %    | 85            | 85            | 85            | 85            | 85            | 85            | 85            | 85            | 85            | 85            | 85            | 85            | 85            |
| ----------------------- | ------------- | ------------- | ------------- | ------------- | ------------- | ------------- | ------------- | ------------- | ------------- | ------------- | ------------- | ------------- | ------------- |
| Джерело: Weatherbase    |               |               |               |               |               |               |               |               |               |               |               |               |               |

## Історія

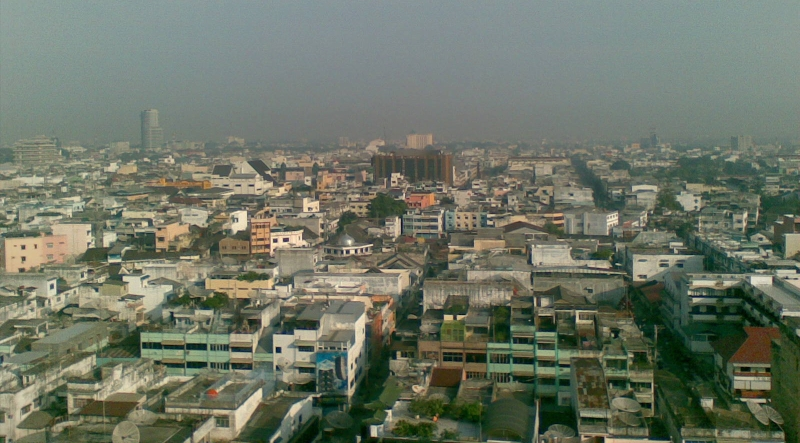
Панорама м. Медан

Місто — сільськогосподарський та торговий центр що виріс навколо тютюнових плантацій.

## Транспорт
Залізничні шляхи служать для перевозки сільськогосподарської продукції до Медану з внутрішніх частин Суматри. Місто обслуговує міжнародний аеропорт. У Медані розташований морський порт (Белаван).

## Економіка
Промисловість міста виробляє цеглу та керамічну плитку. Розвинене машинобудування.

## Культура
Головна історична будівля міста — плац султана Делі, збудований для нього голландцями у 19-му столітті. В Медані міститься теж велика мечеть та дослідницький інститут тютюну.
Державні та ісламські університети Медану — університет Північної Суматри та Ісламський університет Північної Суматри були засновані у 1952 році.

## Населення
- Населення у 1971 році: 635 тис. 562 жит.
- Населення у 2003 році: 2 млн. 392 тис. 922 жит.